# Novopetrivske, Talalaiivka
Novopetrivske (în ucraineană Новопетрівське) este un sat în comuna Popovîcika din raionul Talalaiivka, regiunea Cernihiv, Ucraina.

## Demografie
Componența lingvistică a localității Novopetrivske
     Ucraineană (98,9%)
     Rusă (1,1%)
Conform recensământului din 2001, majoritatea populației localității Novopetrivske era vorbitoare de ucraineană (98,9%), existând în minoritate și vorbitori de rusă (1,1%).